# Cheyssieu
 Cheyssieu  es una población y comuna francesa, en la región de Ródano-Alpes, departamento de Isère, en el distrito de Vienne y cantón de Roussillon.

## Demografía
| 353 | 403 | 423 | 566 | 648 | 731 |
| Para los censos de 1962 a 1999 la población legal corresponde a la población sin duplicidades (Fuente: INSEE [Consultar]) |     |     |     |     |     |